# Балабани (Арђеш)
Балабани (рум. Balabani) насеље је у Румунији у округу Арђеш у општини Ботени. Oпштина се налази на надморској висини од 638 m.

## Становништво
Према подацима из 2002. године у насељу је живело 254 становника, од којих су сви румунске националности.